# Collegium
Een collegium (meervoud: collegia, "bij wet verbonden") was een van de vier grote priestercolleges te Rome (quattuor amplissima collegia). Ze werden ingedeeld in twee collegia maiores en twee collegia minores:
- collegia maiores
  - pontifices, met aan het hoofd de pontifex maximus
  - augures
- collegia minores
  - quindecemviri sacris faciundis
  - epulones.

De term collegium kan ook refereren aan het bestuur van een beroepsgroep. De  Romeinse collegia kunnen gezien worden als voorlopers van de gilden. Collegia waren besturen van een bepaalde beroepsgroep, waarbij vaklieden zich konden aansluiten. Deze beroepsorganisaties vonden met name in de Zuid-Nederlandse steden een voortzetting in de ambachten van handwerkslieden.